# Megastigmus trisulcatus
Megastigmus trisulcatus är en stekelart som först beskrevs av Girault 1915.  Megastigmus trisulcatus ingår i släktet Megastigmus och familjen gallglanssteklar. Inga underarter finns listade i Catalogue of Life.